# Ruta departamental LO-105
La Ruta Departamental LO-105 es una carretera regional peruana que sirve en la provincia de Requena, departamento de Loreto. El eje departamental conecta el río Marañón con la frontera entre Brasil y Perú.
La ruta pasa por los distritos loretanos de Jenaro Herrera, Saquena y Yaquerana. La carretera conecta a las localidades de Jenaro Herrera a orillas del río Marañón con Colonia Angamos a orillas del río Yavarí en la frontera con Brasil.